# Beatragus
Beatragus — рід оленеподібних (Artiodactyla) ссавців з родини бикових (Bovidae). Хірола (Beatragus hunteri) є єдиним живим представником, але відомо кілька вимерлих видів, усі з Африки.
Хірола та більший Beatragus antiquus можуть разом представляти різні фази хроновиду; жива хірола, ймовірно, зменшилася в розмірах внаслідок екологічно бідного ландшафту.